# Voto rosa
El voto rosa, también denominado voto LGBT, es un término que hace referencia al voto efectuado en un sufragio por las personas pertenecientes al colectivo LGBTI. También se emplea para referirse a la influencia electoral que ejerce este colectivo. Este neologismo usado en sus inicios en el Reino Unido, se expandió rápidamente hacia otros países de la anglosfera (Estados Unidos, Australia, Canadá y Sudáfrica principalmente), y, en consecuencia, al resto del mundo. 
Según informes de Human Rights Campaign, en ciertas circunstancias y contextos, los votantes LGBT pueden unirse para ejercer su derecho al voto de manera colectiva, contando con el respaldo de votantes heteroaliados cuyos criterios de decisión electoral se alinean con estos asuntos, votando en bloque por un candidato o una opción electoral.
Las cifras oficiales sobre los votantes homosexuales se basan en quienes afirman serlo públicamente, esto a través de encuestas o en países que incorporan preguntas de esta naturaleza en sus censos de población, no obstante, se estima una cantidad superior debido al número indeterminado de personas que se mantienen en el armario, lo que dificulta precisar con mayor certeza el total de votantes gay en un universo electoral, al contrario de otros datos estadísticos de los ciudadanos, como la edad, sexo, grupo étnico, etc. 
Existen movimientos sociopolíticos y agrupaciones dedicados a los asuntos LGBT en la política, los cuales se encuentran normalmente vinculados a partidos políticos. En Estados Unidos, las principales organizaciones sobre esta materia de las dos mayores fuerzas políticas son Stonewall Democrats (vinculado al Partido Demócrata) y Log Cabin Republicans (vinculado al Partido Republicano). En España, algunos de estos movimientos son el Grupo «Lesbianas, Gais, Transexuales y Bisexuales» del PSOE, el Área de Libertad de Expresión Afectivo-Sexual de Izquierda Unida y el Círculo LGTBI de Podemos. En la línea partidista, en 2020 fue fundado el Partido Gay en Italia.